# ウォーレス・クレメント・セイビン

ウォーレス・クレメント・セイビン

ウォーレス・クレメント・セイビン（Wallace Clement Sabine 1868年6月13日 - 1919年1月10日）はアメリカの物理学者で、建築音響学の業績で知られる。世界有数のコンサートホールといわれる、ボストンのシンフォニーホールの音響の設計を手がけたことでも知られている。

## 生涯
1886年、18歳でオハイオ州立大学を卒業し、ハーヴァード大学大学院で学んだのち研究員となる。
1895年、当時ハーヴァードのベテランの物理学者たちも不可能だと考えていた、ハーヴァード大学フォッグ講堂の音響の改良を任された。セイビンは当時教師として生徒達から人気ではあったが、博士号は取得しておらず、また音に関する基礎知識ももっていなかった。
セイビンはまず、フォッグ講堂は音響がよいことで知られる他の講堂とどのように違うのかを分析することから試みた。特に同じくハーヴァード大学のサンダース劇場は音響がよいことで知られており、これがよい比較の対象になったという。それから数年間はセイビンとその助手達で毎晩ふたつのホールを往来し、さまざまな建築材を持ち込んでは音響の実験を繰り返した。ある日、サンダース劇場から数百ものシートクッションを借りることが出来たので、それを使用して、セイビンはオルガンとストップウオッチを使ってさまざまな条件下のもとで何度も残響時間を測定する実験を行った。その結果、人間の体はシートクッションの約6倍音を吸収することが突き止められた。測定を終えると、朝からまた授業で講堂が使用されるため、急いですべての実験器具が片付けられた。
セイビンはこのような深夜の活動の末に、室内の音響は、室の大きさおよび壁などによる吸音量と関係があることが突き止められた。セイビンはここから「残響時間」の概念を「残響音が60dB減衰するまでの時間」と明確に定義した。これは現在でも室内の音響を表すもっとも重要な指標になっている。さらにセイビンは以下の公式を見出した。これは現在セイビンの法則と呼ばれている。
{\displaystyle T=0.161{\frac {V}{A}}}
ここで、Tは残響時間（s）、Vは室の容積（m3）、Aは等価吸音面積（m2）である。
高く評価されている室をたくさん調べた結果、コンサートホールの理想的な残響時間は2秒から2.25秒であるとし、講堂の理想的な残響時間は1秒以下とした。フォッグ講堂についていうならば、教師の発した言葉が5.5秒も聞こえ続け、その間に教師はさらに12から15の単語を発していることになる。極度にまざりあったエコーが聴衆に不快感をもたらすという結果になっていたのである。
この発見をもとに、セイビンはフォッグ講堂に吸音性の高い素材を導入し残響を抑え、エコーを和らげることに成功した。この業績が買われ、ボストンのシンフォニーホールの建設に当たっての音響の専門家として雇われ、ここで史上初めて音響が定量的に設計されることとなった。この設計は大成功を収め、シンフォニーホールは世界有数のコンサートホールとして評価されている。

## 関連記事
セイビン (単位)：吸音率の単位